# Winfield (Tennessee)
Winfield es un pueblo ubicado en el condado de Scott en el estado estadounidense de Tennessee. En el Censo de 2010 tenía una población de 967 habitantes y una densidad poblacional de 58,83 personas por km².

## Geografía
Winfield se encuentra ubicado en las coordenadas 36°34′2″N 84°26′34″O / 36.56722, -84.44278. Según la Oficina del Censo de los Estados Unidos, Winfield tiene una superficie total de 16.44 km², de la cual 16.41 km² corresponden a tierra firme y (0.17%) 0.03 km² es agua.

## Demografía
Según el censo de 2010, había 967 personas residiendo en Winfield. La densidad de población era de 58,83 hab./km². De los 967 habitantes, Winfield estaba compuesto por el 97.83% blancos, el 0.21% eran afroamericanos, el 0.41% eran amerindios, el 0.1% eran asiáticos, el 0% eran isleños del Pacífico, el 0.1% eran de otras razas y el 1.34% pertenecían a dos o más razas. Del total de la población el 0.21% eran hispanos o latinos de cualquier raza.